# Провінція Ідзумо
Провінція Ідзумо (яп. 出雲国, ідзумо но куні, «країна Ідзумо»; 雲州 — унсю, «провінція Ідзумо») — історична провінція Японії у регіоні Тюґоку на заході острова Хонсю. Відповідає східній частині сучасної префектури Сімане.
До 4 століття на території провінції Ідзумо існувало однойменне протодержавне утворення, яке було підкорене яматоськими монархами. Соціально-політичний розвиток стародавнього Ідзумо не поступався рівню завойовників. Аби пацифікувати цей регіон, яматосці включили міфи Ідзумо про місцевих божеств Ідзанаґі, Ідзанамі і Сусаноо до власного пантеону. Велике синтоїстське Святилище Ідзумо стало центральним, а згодом одним із найголовніших всеяпонських святинь.
У 7 столітті на землях політії Ідзумо була утворена провінція. Її адміністративний центр розміщувався у сучасному містечку Хіґасі-ідзумо.
До 16 століття землями провінції володіли почергово ряд родин — Ен'я, Ямана і Кьоґоку, яких згодом замінив рід Амаґо. Останній тривалий час тримав у покорі самураїв північної частини регіону Тюґоку і вів постійну війну з родиною Оуті.
В період Едо (1603—1867) на території Ідзумо хазяйнували родичі сьоґунів — рід Мацудайра.
У результаті адміністративної реформи 1871 року провінція Ідзумо увійшла до складу префектури Сімане.

## Повіти провінції Ідзумо
- Аіка 秋鹿郡
- Іїсі 飯石郡
- Кандо 神門郡
- Ніта 仁多郡
- Ноґі 能義郡
- Охара 大原郡
- Оу 意宇郡
- Сімане 島根郡
- Сютто 出雲郡
- Татенуі 楯縫郡